# La bisbetica domata (film 1942)
La bisbetica domata è un film del 1942 diretto da Ferdinando Maria Poggioli.
Tratto molto liberamente dalla commedia di William Shakespeare, il cui nome tuttavia non compare nei titoli di testa, fu realizzato in una versione attualizzata negli stabilimenti di Cinecittà.

## Trama
Catina Minola è una delle due figlie del sarto Battista. Quanto sua sorella Bianca, fidanzata con Luciano, è mite e remissiva, tanto lei è ribelle ed ostile ad ogni uomo. Battista riceve una lettera in cui Petruccio Belli, che da giovane era partito anni prima per l'America dove ha fatto fortuna, lo informa di voler tornare e chiede Catina in sposa. Ma Catina non ha nessuna intenzione di sposare uno che non conosce e con la scusa di una brutta caduta diserta la festa che Battista dà in onore di Petruccio. Ma costui non si dà per vinto e, fingendosi un medico, sottopone la ragazza ad ogni sorta di cura non necessaria, compresa una doccia gelata.
Le rabbiose resistenze di Catina sono inutili ed un mese dopo si celebra il matrimonio. Di fronte alla sposa vestita di bianco, Petruccio si presenta con una lacera e sporca tuta da lavoro e con una macchina scassata che lei dovrà anche spingere. Arrivati ad un tetro castello, Catina chiede di dormire da sola e Petruccio non si oppone, ma fa in modo che durante la notte alla ragazza appaia un fantasma. Nel tentativo di fuggire Catina provoca un incendio e viene mandata a dormire nella stalla. Al castello arrivano anche Bianca e Luciano che sono fuggiti assieme e si sono sposati di nascosto. I due litigano sul loro futuro ed a quel punto sarà Catina, ormai domata, a richiamare la sorella ai suoi obblighi di obbedienza al marito.

## Produzione

### Soggetto e sceneggiatura
Secondo un articolo pubblicato sulla rivista Cinema, l'idea di ambientare una riedizione della nota commedia di William Shakespeare in un quartiere periferico romano fu del regista francese Jean Renoir, durante un soggiorno nella capitale alla fine degli anni trenta. Secondo Sergio Amidei, uno degli sceneggiatori, l'idea fu invece dello stesso Poggioli che era appena reduce dall'esperienza di Sissignora, film lodato per la sua ambientazione veritiera che il regista intendeva riproporre in una zona popolare della città. Infatti, nonostante la sua derivazione classica, questo film restò uno dei soli due (l'altro fu Avanti c'è posto... di Mario Bonnard) che nel periodo 1940-1943 portarono sullo schermo una Roma in guerra con gente accalcata nei rifugi antiaerei e soldati in partenza per la guerra. Alla sceneggiatura collaborò anche Aldo De Benedetti, senza poter essere accreditato a causa delle leggi razziali.

### Riprese

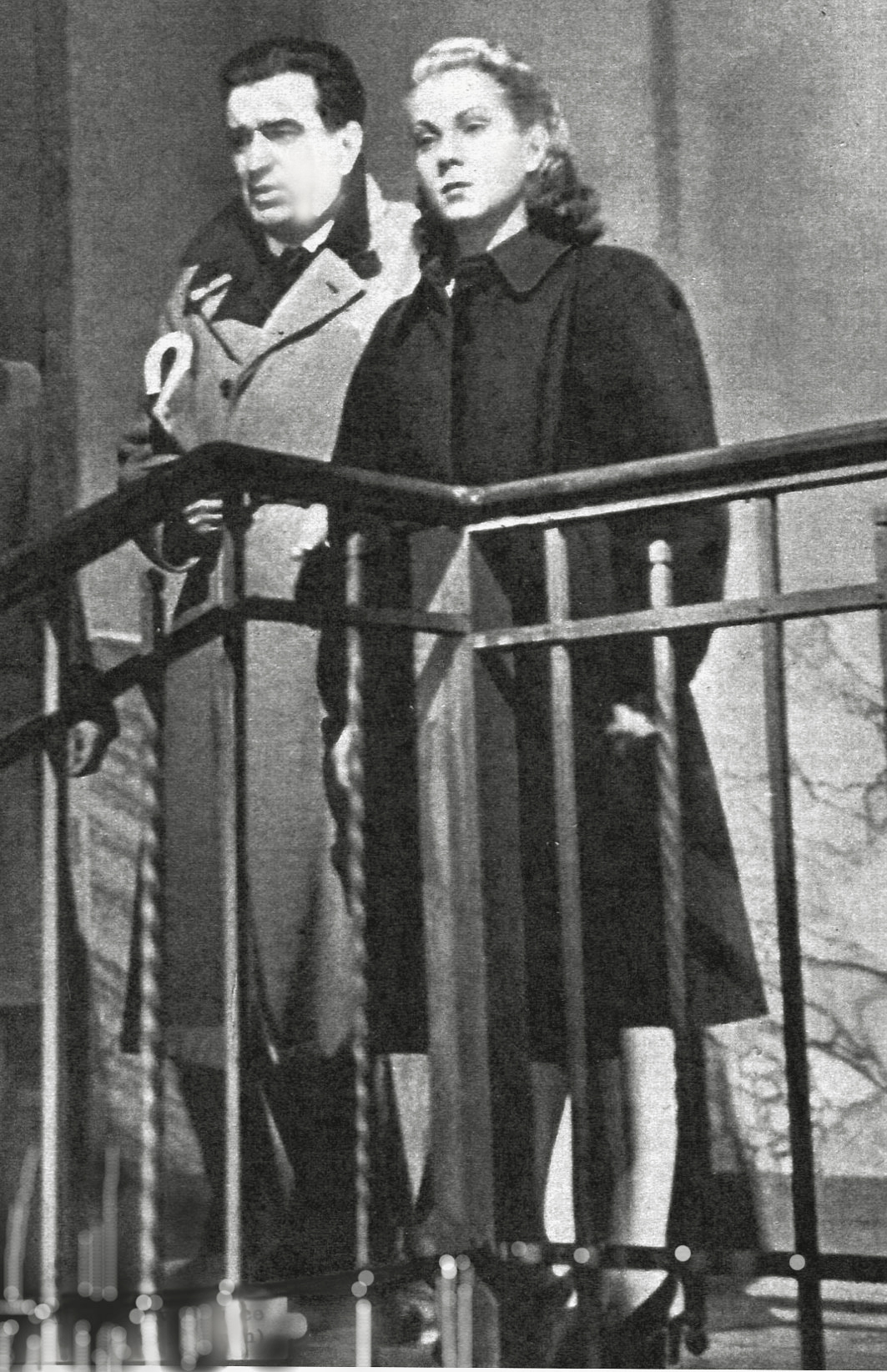
Il regista Ferdinando Maria Poggioli e l'attrice Lilia Silvi sul set

La bisbetica domata, uno dei tre film prodotti nel 1942 dalla Excelsa, fu realizzato negli stabilimenti di Cinecittà, mentre per gli esterni fu utilizzato un castello nella zona di Morena nei dintorni di Grottaferrata. Le riprese, iniziate nel marzo 1942, terminarono nel successivo giugno . Benché nei titoli di testa non vi sia alcun riferimento a Shakespeare (occorre considerare che in quegli anni l'Italia era in guerra con la Gran Bretagna), questo nesso ineliminabile apparve in diverse occasioni nelle presentazioni che annunciavano il film come «una bizzarra vicenda comico-sentimentale con cui echeggiano motivi shakespeariani trasportati ai giorni nostri».

### Interpreti
Con questo film si riformò per la quarta ed ultima volta l'accoppiata di successo Nazzari-Silvi che la Excelsa aveva già impiegato per ben tre volte nei due anni precedenti in pellicole accompagnate da un buon esito commerciale. Ma la ripetitività dei ruoli con cui i due attori venivano riproposti suscitò la disapprovazione di diversi critici. «Lilia Silvi - scrisse Cinema - è di una stucchevolezza che stavolta supera ogni limite, mentre sul viso di Nazzari difficilmente si riescono ad individuare le pieghe almeno di un dignitoso mestiere». Anche nei giudizi successivi, il personaggio della Silvi «rivedendone oggi i maggiori successi in coppia con Nazzari, rivela un sottofondo di ansia depressiva, di rabbia e di isteria che ha poco a che fare con l'ironia elegante delle sue colleghe di oltre Oceano». L'attrice riuscì in questo caso a far entrare nella troupe, con il ruolo di assistente alla regia, anche il marito Luigi Scarabello. Da segnalare la partecipazione di Luciano Tajoli che canta una canzone dal titolo Chitarrata a chi sente rivolto a delle persone riparate in un rifugio antiaereo.

## Accoglienza
La bisbetica domata, uscì sugli schermi italiani alla fine del 1942. Non ebbe buona accoglienza da quasi tutti i critici, e neppure conseguì un buon risultato commerciale.

### Critica

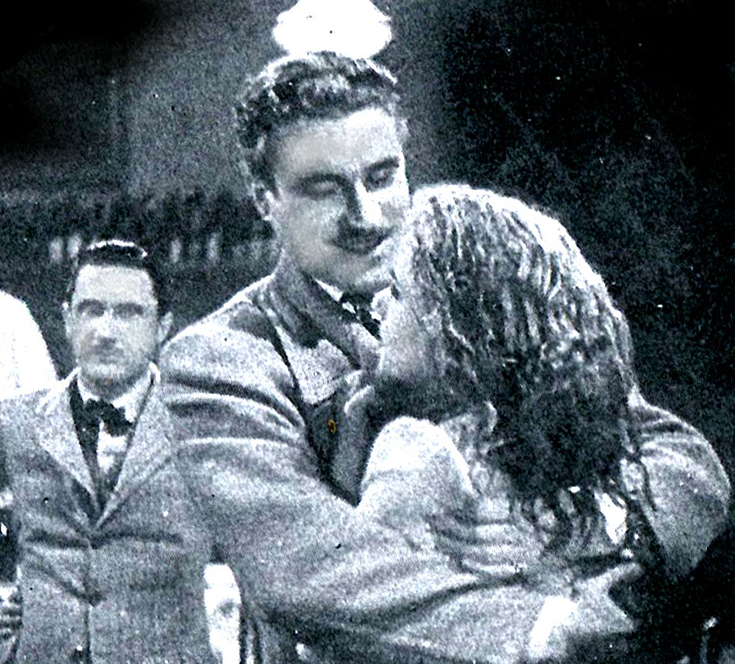
Paolo Stoppa, Amedeo Nazzari e Lilia Silvi in una scena del film

Dopo aver apprezzato il Poggioli di Sissignora, molti furono negativamente sorpresi da La bisbetica domata. Una delusione che Adolfo Franci espresse duramente parlando di «Poggioli scaduto al livello dei peggiori mestieranti; mi dolgo che da sì ricca e realistica materia egli abbia ricavato una pellicola tanto scialba ed anodina». Non fu da meno il Corriere della Sera che scrisse di «smaccata farsa, da giudicare adattissima ai ragazzi. A parte gli sforzi ed i meriti di Nazzari, lo stile è ancora quello della "comica finale" di trent'anni fa». E negativo fu anche il giudizio di Film: «Tanto per essere sinceri è tutt'altro che un buon film. Poggioli si è trovato solo responsabile a dirigere un copione pieno di meschinità. Ne è venuta fuori una pellicola della quale non sappiamo che dire».
Rievocando l'origine del film, Cinema espresse «grande nostalgia di fronte a questo adattamento di Poggioli, regista erede non si sa come di quella materia, se ripensiamo all'antico progetto e agli intenti che lo avevano promosso. Vorremmo chiedergli perché ha ambientato la vicenda shakespeariana in un luogo del quale non si riescono mai ad individuare i confini e dove i personaggi non hanno nulla di tipico. La banalità si intreccia ad ogni quadro di più con il cattivo gusto». L'unico commento di simpatia venne da La Stampa che descrisse il film come una «commediola tenue e disinvolta, ravvivata da episodietti azzeccati, anche se in più di un punto un po' prevedibili».

### Esito commerciale
Sulla base dei dati disponibili il film ebbe un introito di circa 1.300.000 lire dell'epoca, lontano non soltanto dai campioni di incasso del periodo (Bengasi di Augusto Genina oltrepassò i 16 milioni di introito), ma anche da altre pellicole che incassarono tra i 2 ed i 3 milioni.